# Empis dalmatica
Empis dalmatica är en tvåvingeart som beskrevs av Oldenberg 1925. Empis dalmatica ingår i släktet Empis och familjen dansflugor. Inga underarter finns listade i Catalogue of Life.